# Луис Мария Фернандес де Кордова и Перес де Баррадас, 16-й герцог Мединасели
Луис Мария де Константинопла Фернандес де Кордова-и-Перес де Баррадас, 16-й герцог Мединасели (исп. Luis María de Constantinopla Fernández de Córdoba y Pérez de Barradas, XVI duque de Medinaceli ; 20 марта 1851, Мадрид — 14 мая 1879, Лас- Навас-дель-Маркес) — испанский аристократ, главой дома Мединасели и гранд Испании (1873—1879).

## Биография
Родился в Мадриде 20 марта 1851 года, его родителями были Луис Томас Фернандес де Кордова-и-Понсе де Леон, 15-й герцог Мединасели (1813—1873), и Анхела Перес де Баррадас-и-Бернуй (1827—193). На следующий день его крестили в церкви Сан-Себастьян в Мадриде.
Как наследник герцогства Мединасели, его отец дал ему традиционные титулы маркиза Когольюдо и Монтальбан, а также графа Осона. Позже, после смерти его двоюродного брата Антонио Марии (1820—1853) в 1853 году, ему был передан титул маркиза Вильяльба как наследнику его дяди, 15-го герцога Ферия.
В 1873 году его отец внезапно умер в Париже, и он в возрасте двадцати двух лет унаследовал герцогство Мединасели и еще 32 других дворянских титулов.
Герцог Мединасели скончался 14 мая 1879 года, став жертвой несчастного случая на охоте в муниципалитете Авила Лас-Навас-дель-Маркес. Официальное объяснение заключалось в том, что он случайно упал на дробовик; однако версия о суициде прошла. Его смерть принесла с собой бесчисленные юридические трудности, поскольку он умер без завещания, а его вдова была беременна. Он был похоронен в больнице де Тавера в Толедо.
Его вдова, которая позже унаследует герцогство Сьюдад-Реаль, повторно вышла замуж за политика Мариано Фернандеса де Хенестроса, 1-го герцога Санто-Мауро (1858—1919), с которым у нее были Рафаэль Фернандес де Хенестроса (1895—1940) и Касильда Фернандес де Хенестроса (1888—1987). С другой стороны, его мать, одна из самых видных придворных дам, была назначена герцогиней Дении и Тарифы, а также заключала новый брак с политиком Луисом де Леоном-и-Катаумбером (1835—1904).

## Браки и дети
В 1875 году он женился на Марии Луизе Фиц-Джеймс Стюарт-и-Портокарреро, 9-й герцогине Монторо (19 февраля 1853 — 9 февраля 1876), несовершеннолетней наследнице герцога Альбы и племяннице императрицы Франции. Герцогиня умерла в следующем году, не оставив потомства.
Герцог Мединасели повторно женился в 1878 году на Касильде де Салаберт-и-Артеага, 7-й графине Офалии (1 октября 1858 — 18 декабря 1936), дочери Нарсисо де Салаберта и Пинедо, 7-го маркиза де ла Торресилья (1830—1885), и Марии Хосефы де Артеага-Ласкано и Сильва-Базан (1832—1895). У супругов родился единственный сын:
- Луис Хесус Фернандес де Кордова и Салаберт, 17-й герцог де Мединасели (16 января 1880 — 13 июля 1956), наследник отца.

## Дворянские титулы

### Обращение
- 20 марта 1851 г. — 12 декабря 1851 г.:Сеньор Луис Мария Фернандес де Кордова-и-Перес де Баррадас
- 12 декабря 1851 г. — 23 января 1853 г.: Его Превосходительство дон Луис Мария Фернандес де Кордова-и-Перес де Баррадас, маркиз Когольюдо
- 23 января 1853 г. — 6 января 1873 г.: Его Превосходительство дон Луис Мария Фернандес де Кордова-и-Перес де Баррадас, маркиз Когольюдо и Вильяльба
- 6 января 1873 г. — 14 марта 1879 г.: Его Превосходительство дон Луис Мария Фернандес де Кордова-и-Перес де Баррадас, герцог Мединасели.

### Список титулов
- 16-й герцог Мединасели (гранд Испании)
- 16-й герцог Ферия (гранд Испании)
- 18-й герцог Кардона (гранд Испании)
- 17-й герцог Сегорбе (гранд Испании)
- 14-й герцог Алькала-де-лос-Гасулес (гранд Испании)
- 13-й герцог Каминья (гранд Испании)
- 6-й герцог Сантистебан-дель-Пуэрто (гранд Испании)
- 15-й маркиз Приего (гранд Испании)
- 17-й маркиз де Дения (гранд Испании)
- 12-й маркиз де Айтона (гранд Испании)
- 14-й маркиз де Когольюдо
- 13-й маркиз де Монтальбан
- 13-й маркиз де Вильяльба
- 15-й маркиз де Комарес
- 17-й маркиз де Тарифа
- 17-й маркиз де Дения
- 15-й маркиз де Лас-Навас
- 12-й маркиз де Малагон
- 18-й маркиз де Пальярс
- 17-й маркиз де Вила-Реал
- 11-й маркиз де Солера
- 15-й граф де Санта-Гадеа (гранд Испании)
- 20-й граф де Осона
- 17-й граф де Алкотин
- 50-й граф Ампурьяс
- 22-й граф де Буэндиа
- 18-й граф Косентайна
- 14-й граф де Кастельяр
- 17-й граф дель-Риско
- 17-й граф де Лос-Моларес
- 17-й граф де Медельин
- 24-й граф де Прадес
- 15-й граф Валенса и Вальядарес
- 12-й граф де Вильялонсо
- 44-й виконт де Бас
- 42-й виконт де Кабрера
- 10-й виконт де Виламур

Кроме того, он занимал наследственные должности главного аделантадо Андалусии, главного каудильо епископства Королевства Хаэн, маршала Кастилии, главного судебного пристава Сьюдад-де-Торо и Кастилии и главного лейтенанта Авилы.